# 麴町警察署
麴町警察署（日语：／ Kōjimachi Keisatsusyo）位於日本東京都千代田區，是警視廳隸下的一座警察局，開設於1881年，為日本創立時間最早的警署，其轄區緊鄰著皇居西側，是日本政治、社會及文化中樞地帶，其內涵蓋了日本政府眾多機關部門、首相官邸和數座外國駐日使館，勤務範圍也包含這些官廳建築周邊的維安。由於麴町警察署屬於大規模警署，因此署長的階級為警視正，高於擔任一般中、小規模警署署長的警視。

## 歷史
1874年1月15日，警視廳設立，以「大區小區制」將東京府分為6個大區，每個大區內又分為16個小區、設置16個「巡查屯所」，負責治安的維持，當中第三大區的廳舍便於同年設置在麴町五丁目，成了該町第一個警務機構。1881年1月14日，警視廳在半藏門外新設了麴町警察署，同時也成立麴町巡查屯所[註1]。1883年10月5日，麴町署的辦公地點從原本的第三大區廳舍移動到剛完工的廳所內，不過新署僅是一棟瓦葺式的木造平屋，內部除了警員辦公室外，還有擊劍道場、等候室、電報室。
1903年6月19日，麴町警察署正式遷至麴町一丁目的現址辦公。1923年9月1日發生了關東大地震後，整座警署毀於祝融之災，麴町警署被迫將業務移轉到臨時警局處理，1926年3月30日，才在原地建好兩層高的鋼筋混凝土建築。1936年的二二六兵變中，日本陸軍內部派系「皇道派」的一批官兵佔領了警視廳本部，其機能一度交由麴町警署代行，當時昭和天皇還親自聯絡麴町警署的署長以掌握事態發展。
1945年5月25日，美軍航空部隊對東京實施第二次大轟炸，大火再度襲捲了警署，把它燒到只剩下外牆。然而這道外牆在建築修復了之後，仍繼續使用了31年，直到1976年7月為止。從那個月起，建築結構日趨老化的警署開始進行重建，預計要改造成一座地上十層、地下一層的新警署。在施工期間，最高裁判所（最高法院）出借了其設在麴町西南方、位於紀尾井町的司法修習所分室，以供該署署員上班。1978年6月19日，新警署大樓竣工，麴町署才從紀尾井町遷回。

## 轄區
麴町警察署的轄區為千代田區西部地帶（舊麴町區西部）。轄區界線由東起順時針依序為皇居護城河（半藏濠、櫻田濠）、櫻田通、外堀通、JR中央本線、首都高5號池袋線、首都高都心環狀線。
轄區與本署負責範圍接壤的警署，除了同在千代田區內的丸之內警察署、神田警察署外，還包括南邊港區內的赤坂警察署、西邊新宿區內的牛込警察署和四谷警察署，以及北邊文京區內的富坂警察署。

### 下屬派出所
以下列出麴町警察署下轄的派出所及其負責區域、區內設施。
（由北至南）
飯田橋站前派出所（飯田橋駅前交番）
- 轄區：富士見一至二丁目、飯田橋一至四丁目
- 區內設施：飯田橋站、東京大神宮

九段下派出所（九段下交番）
- 轄區：一橋一丁目、北之丸公園、九段南一至三丁目、九段北一至三丁目
- 區內設施：靖國神社、國立公文書館、東京國立近代美術館、印度駐日大使館（日语：駐日インド大使館）、科學技術館、日本武道館

市谷見附派出所（市ヶ谷見付交番）
- 轄區：九段南四丁目、九段北四丁目、二番町、四番町、五番町、六番町
- 區內設施：比利時駐日大使館（荷兰语：Belgische ambassade in Japan）、盧森堡駐日大使館、以色列駐日大使館（日语：駐日イスラエル大使館）、藤田嗣治舊居

五味坂派出所（五味坂交番）
- 轄區：隼町、麴町一至二丁目、一番町、三番町
- 區內設施：半藏門、國立劇場、英國駐日大使館、巴拉圭駐日大使館（日语：駐日パラグアイ大使館）、愛爾蘭駐日大使館、葡萄牙駐日大使館、南非駐日大使館、梵蒂岡駐日大使館（日语：駐日本国ローマ法王庁大使館）

麴町四丁目派出所（麴町四丁目交番）
- 轄區：紀尾井町、麴町三至六丁目、平河町一至二丁目、永田町一至二丁目、霞關二至三丁目
- 區內設施：國會議事堂、首相官邸、最高裁判所、内閣府、總務省、外務省、財務省、文部科學省、國土交通省、厚生勞動省、警察廳／警視廳本部、國會圖書館、墨西哥駐日大使館、日枝神社

## 位置
麴町警察署位於千代田区麴町一丁目4番地、新宿通的北側，最近的地鐵站為警署西邊、東京地下鐵半藏門線的半藏門站，第二近的車站則為更西邊的有樂町線麴町站。東京消防廳的第一消防方面本部在警署北邊的街區設有麴町消防署。